# Vergesa
Vergesa (en francès Vergèze) és un municipi francès situat al departament del Gard i a la regió d'Occitània.
És coneguda per ser on es troben les fonts d'aigua (originalment anomenades en occità Las Bolhents (en francès Les Bouillens) en referència a la presència de gas carbònic natural a l'aigua) que nodreixen la planta d'aigua carbonatada Perrier.